# Rheinsberg
Rheinsberg är en stad i distriktet Landkreis Ostprignitz-Ruppin i delstaten Brandenburg i Tyskland. Rheinsberg är huvudsakligen känd för sitt slott och romanen "Rheinsberg: Ein Bilderbuch für Verliebte" av Kurt Tucholsky (en liknande berättelse skrev han om Gripsholm), och dessutom beskrivs staden i verket "Wanderungen durch die Mark Brandenburg" av Theodor Fontane. Staden är ytmässigt en av de största i Tyskland och kan i detta hänseende jämföras med Bremen och Dresden, men invånarantalet är betydlig mindre.
Rheinsberg ligger i en region med många sjöar och skogstäckta åsar. Vid stadens centrum ligger Rheinsberger See som genomflödas av floden Rhin.
Rheinsbergs historia är starkt bunden till adelssläkten Hohenzollern. Staden och slottet, som ursprungligen var en renässansbyggnad från 1566, köptes av Fredrik Vilhelm I av Preussen och efter en storbrand 1740 blev slottet återuppbyggt av byggmästarna Johann Gottfried Kemmeter och Georg von Knobelsdorff. Som residens åt kronprins Fredrik (senare Fredrik den store) blev det nya rokokoslott en förlaga för slottet Sanssouci i Potsdam.
1762 etablerades en fajansmanufaktur i staden som var en av de största i Preussen. Rheinsberg fick 1896 anslutning till järnvägsnätet, men idag kör tåget bara på helgdagar och sporadiskt under sommaren.
1966 invigdes Östtysklands första kärnkraftverk nära staden, som fram till nedläggningen 1990 var en av Rheinsbergs största arbetsgivare. Redan 1968 hade staden fått status som "statlig legitimerad kurort".

## Befolkning
| År   | Invånare |
| ---- | -------- |
| 1875 | 7 461    |
| 1890 | 7 554    |
| 1910 | 8 015    |
| 1925 | 8 263    |
| 1933 | 8 681    |
| 1939 | 9 063    |
| 1946 | 11 268   |
| 1950 | 11 188   |
| 1964 | 10 391   |
| 1971 | 10 450   |

| År   | Invånare |
| ---- | -------- |
| 1981 | 9 635    |
| 1985 | 9 612    |
| 1989 | 9 681    |
| 1990 | 9 700    |
| 1991 | 9 477    |
| 1992 | 9 362    |
| 1993 | 9 469    |
| 1994 | 9 387    |
| 1995 | 9 390    |
| 1996 | 9 388    |

| År   | Invånare |
| ---- | -------- |
| 1997 | 9 454    |
| 1998 | 9 395    |
| 1999 | 9 414    |
| 2000 | 9 374    |
| 2001 | 9 320    |
| 2002 | 9 280    |
| 2003 | 9 198    |
| 2004 | 9 085    |
| 2005 | 9 005    |
| 2006 | 8 889    |

| År   | Invånare |
| ---- | -------- |
| 2007 | 8 814    |
| 2008 | 8 705    |
| 2009 | 8 579    |
| 2010 | 8 466    |
| 2011 | 8 254    |
| 2012 | 8 179    |
| 2013 | 8 120    |
| 2014 | 8 029    |
| 2015 | 8 153    |
| 2016 | 8 161    |

| År   | Invånare |
| ---- | -------- |
| 2017 | 8 111    |
| 2018 | 8 015    |
| 2019 | 8 007    |
| 2020 | 7 948    |

Detaljerade källor anges i Wikimedia Commons..

## Sevärdheter
- Schloss Rheinsberg med omfattande parkanläggning och flera monument över medlemmar av släktet Hohenzollern.
- Kyrkan Sankt Laurentius från 1200-talet.
- Museum för polarforskaren Alfred Wegener (som tillbringade sin barndom här) i Zechlinerhütte, 5 km norr om Rheinsberg.
- Postens milsten från 1700-talet.
- Minnesmärke för offren av dödsmarschen som startade 1945 från KZ Sachsenhausen och slutade i området kring Parchim.

## Bilder

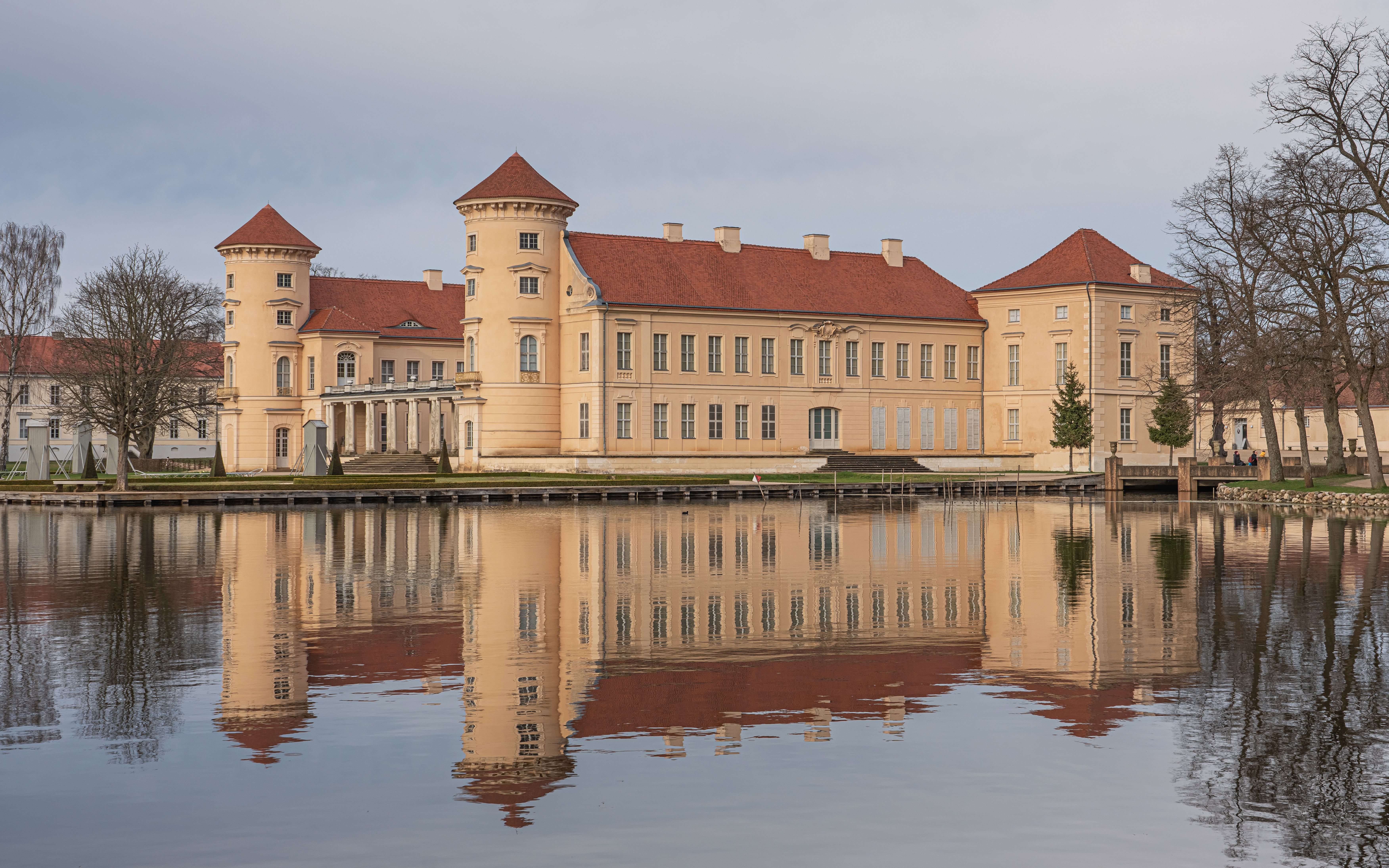
Schloss Rheinsberg
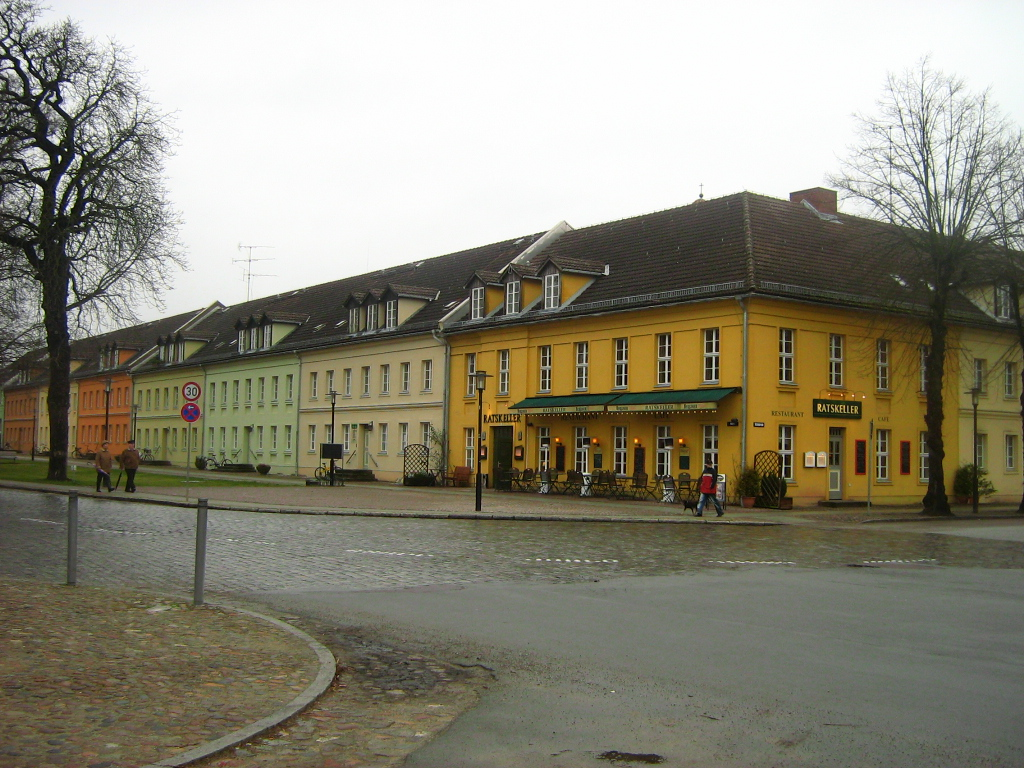
Gata i stadens centrum
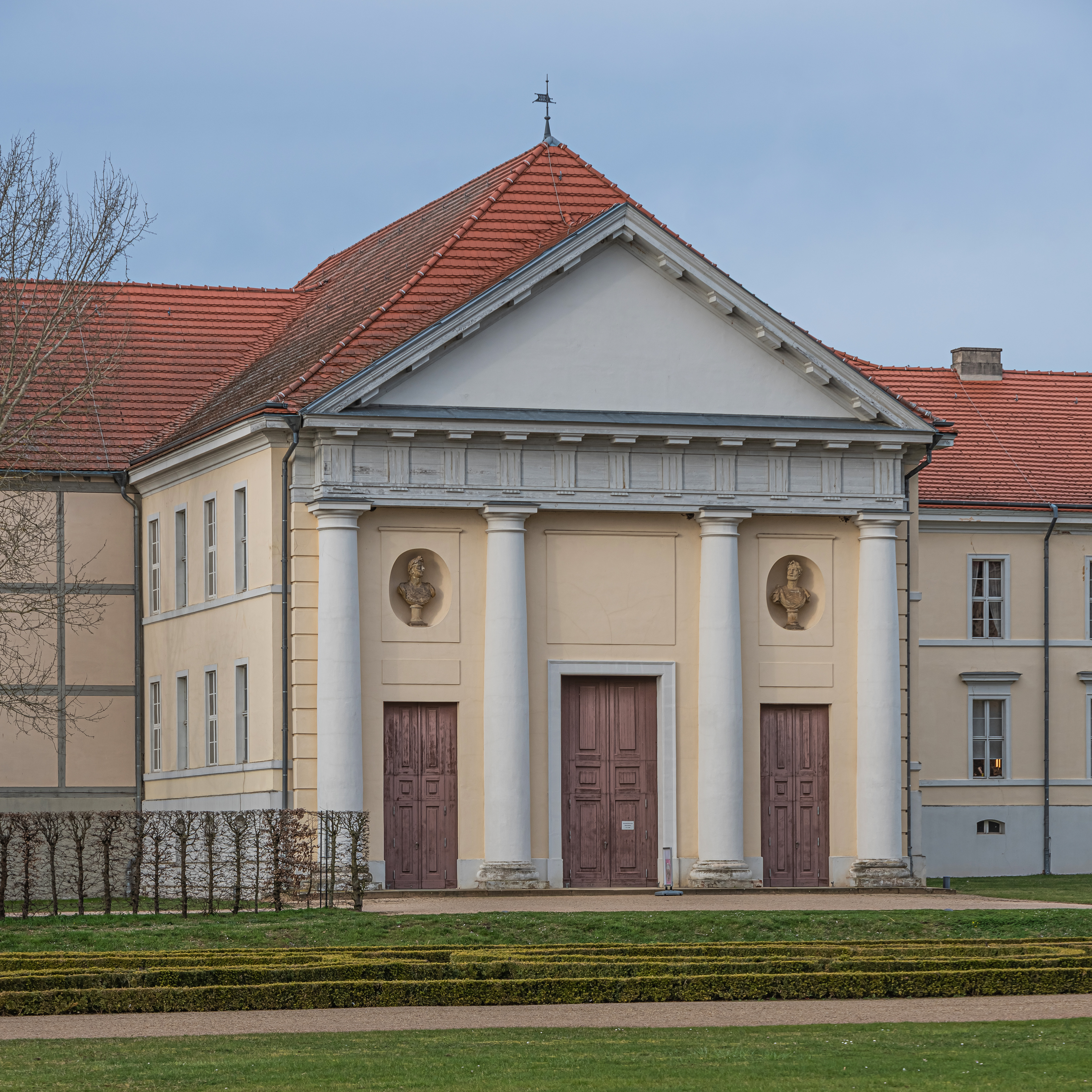
Konserthuset

## Vänorter
- Ascheberg, Nordrhein-Westfalen, (sedan 1991)
- Mariefred, Sverige (sedan 1994)
- Fangasso, Mali (sedan 1994)
- Hubert Heights, USA (sedan 1995)
- Toftlund, Danmark (sedan 1995)